# Universitätschor Halle
Der Universitätschor Halle „Johann Friedrich Reichardt“ ist ein nichtprofessioneller gemischter deutscher Chor. Er besteht aus etwa 100 Studierenden und ehemaligen Mitarbeitenden aller Fakultäten der Martin-Luther-Universität Halle-Wittenberg.

## Geschichte
Der Chor wurde 1951 von Carlferdinand Zech gegründet und wird seit 1984 von Jens Lorenz geleitet. In der künstlerischen Leitung steht ihm Jens Arndt zur Seite. Der Chor gestaltet in jedem Konzertjahr etwa 15 bis 20 Konzerte mit bis zu fünf verschiedenen Programmen.
Konzertreisen führten den Chor nach Italien, Österreich, Belgien, Frankreich, Bulgarien, Polen, Tschechien, Ungarn, Dänemark, Großbritannien, in die Slowakei und in die Schweiz.

## Repertoire
Das Repertoire des halleschen Universitätschors umfasst mehrere Orchesterwerke verschiedener klassischer und moderner Komponisten, ein umfangreiches A-cappella-Repertoire sowie verschiedene moderne Werke u. a. aus den Stilrichtungen des Jazz, des Gospel und der Popmusik.
Zahlreiche große Orchesterwerke wurden bis jetzt aufgeführt. Darunter:
- Georg Friedrich Händel
  - Alexander’s Feast
  - Dettinger Te Deum
  - Brockes-Passion
  - L'Allegro, il Pensieroso ed il Moderato
  - Messias
- Johann Sebastian Bach
  - Magnificat
  - Johannes-Passion
  - Weihnachtsoratorium
- Felix Mendelssohn Bartholdy
  - Elias
  - Lobgesang
- Wolfgang Amadeus Mozart
  - Krönungsmesse
  - Requiem
  - Vesperea solennes de Confessore
- Georg Philipp Telemann
  - Lukas-Passion (1728)
- Gabriel Fauré
  - Requiem
- Giuseppe Verdi
  - Requiem
- Antonín Dvořák
  - Stabat Mater
- Antonio Vivaldi
  - Gloria
- Camille Saint-Saëns
  - Oratorio de Noël
- Gustav Mahler
  - Das klagende Lied
- Carl Orff
  - Carmina Burana
- Philip Glass
  - Die Toltekische Sinfonie
- Luis Bacalov
  - Misa Tango

Das a-cappella-Repertoire des Universitätschores umfasst Vokalkompositionen der Renaissance, Motetten und Madrigale, geistliche und weltliche Kompositionen der Romantik, deutsche und internationale Volkslieder und Spirituals sowie zeitgenössische Werke. Inzwischen hat der Chor sein Repertoire um das Genre „Jazz“ erweitert. Gemeinsam mit Cristin Claas und der Gruppe L’arc six bestritt der Universitätschor Halle das Abschlusskonzert des Festivals „Women in Jazz“ im Februar 2011. Weitere gemeinsame Projekte folgten.
Daneben widmet sich der Chor der Pflege und Wiederaufführung der großen Vokalwerke von Johann Friedrich Fasch und weiterer Komponisten Mitteldeutschlands. Auf den acht CDs des Universitätschores Halle finden sich auch Einspielungen dieser Werke.

## Collaborationen
Der Chor arbeitete bereits mit mehreren namhaften Dirigenten und Orchestern zusammen. Das Ensemble trat u. a. auf mit den Dirigenten Trevor Pinnock, Marcus Creed, Thomaskantor Georg Christoph Biller, Paul Goodwin, Golo Berg, Wolfgang Katschner und Michael Schneider. Der Chor musizierte gemeinsam mit den Orchestern Anhaltische Philharmonie Dessau, Collegium 1704 – Prager Barockorchester, dem Händel-Festspielorchester, der Lautten Compagney, dem Barock Consort der Hochschule der Künste Bremen, dem Orchester La Folia de Lille (Frankreich), der Bad Reichenhaller Philharmonie, dem Johann-Friedrich-Fasch-Ensemble und dem Akademischen Orchester Halle auf.
Gemeinsame Zusammenarbeiten ergaben sich vor allem bei den Barockmusikfestivals Händel-Festspielen und den Internationalen Fasch-Festtagen. Rundfunkmitschnitte wurde von MDR Figaro und DeutschlandRadio Berlin gesendet.
Im modernen Musik-Bereich arbeitete der Universitätschor Halle nicht nur mit Cristin Claas und L’arc six zusammen, sondern auch mit der japanischen Jazz-Pianistin Makiko Hirabayashi. 2015 folgte die Aufführung von Martin Völlingers „The Latin Jazz Mass“ zusammen mit dem Anke-Helfrich-Trio. 2016 verband das Projekt „In einem Meer von Tönen“ Klassik und Moderne durch ein Zusammenwirken von Cristin Claas und L’arc six mit der Staatskapelle Halle.

## Auszeichnungen
Beim Internationalen Chorwettbewerb in Verona 2007 errang der Universitätschor Halle die Bewertung „Gold – Ausgezeichnet“ und erhielt den Sonderpreis der Jury für die beste Interpretation des Pflichtstückes.
Im April 2008 wurde der Kammerchor des Universitätschores Halle beim Internationalen Chorwettbewerb „SLOVAKIA CANTAT“ in Bratislava mit dem „Goldenen Diplom“ in der höchsten Kategorie ausgezeichnet.
Im November 2009 gewann der Universitätschor mit den Hauptpreis und zwei Golddiplomen in den Kategorien „Gemischter Chor“ und „Volkslied“ beim 23. Internationalen Chorwettbewerb „PRAGA CANTAT“.
2010 nahm der Kammerchor am internationalen Chorfestival in Spittal an der Drau in Österreich als einer von elf nominierten Chören teil. 2013 machte der Universitätschor beim „International Choral Festival“ in Montreux, Schweiz mit. Im Oktober 2015 nahm der Chor am 10. Internationalen Chorfestival „Côte d’Azur“ in Nizza, Frankreich teil.
Im April 2018 errang der Universitätschor Halle beim internationalen Chorwettbewerb in Verona die Bewertung „Gold – Ausgezeichnet“ und erhielt den Sonderpreis der Jury für die beste Interpretation des Pflichtstückes, der auch mit einem Geldpreis dotiert war. Außerdem bekam der Chor den Sonderpreis der Jury für den besten Chor des Festivals und für die beste Programmauswahl. Dieser Preis wurde seit der Stiftung des Preises im Jahr 2014 erst zweimal vergeben.

## Diskografie
Es existieren mehrere CD-Veröffentlichungen:
| Jahr | Titel                                                                                                |
| ---- | --- |
| 1992 | Faschmesse CD 1 FWV G/D 1                                                                            |
| 1994 | Faschmesse CD 2 FWV E 3                                                                              |
| 1998 | Mitteldeutsche Barockkantaten                                                                        |
| 1999 | Chor und Orgelmusik der Romantik                                                                     |
| 2001 | Hallesche Universitätsmusik                                                                          |
| 2003 | Wach auf, meins Herzens Schöne                                                                       |
| 2005 | Weihnachten in der Moritzburg zu Halle                                                               |
| 2009 | Chormusik aus Mitteldeutschland                                                                      |
| 2012 | Europäische Impressionen – Chor- und Instrumentalmusik von Skandinavien bis zur Iberischen Halbinsel |